# Pseudoclasseya minuta
Pseudoclasseya minuta là một loài bướm đêm trong họ Crambidae.